# Waterball
Waterball, er et legetøj til anvendelse på vand, som findes i forskellige udførelser.

## Størrelser og udformninger
- gennemsigtig kugle af plastik med en ca. diameter på 2,5 meter (gå på vandet).
- håndholdte bolde af gummi eller neopren og en kerne af gel.
- vandabsorberende bolde med ruskindsoverflade og absorberende kerne.

## Galleri
- Håndholdt waterball
- Kast af waterball
- Kast af waterball

## Ekstern henvisning
- Gå på vandet Arkiveret 30. marts 2012 hos  Wayback Machine

| Spil | Spire Denne artikel om spil eller lege er en spire som bør udbygges. Du er velkommen til at hjælpe Wikipedia ved at udvide den. |